# Trần Tú Lệ
Trần Tú Lệ (sinh ngày 30 tháng 6 năm 1977) là một nữ diễn viên quốc tịch Malaysia thuộc hãng phim Mediacorp (Tân Truyền Môi Tư Nhân Hữu Hạn Công Ty) có trụ sở tại Singapore. Cô nổi bật là một nghệ sĩ Mediacorp toàn thời gian từ 1997 đến 2006. Cô được quản lý bởi Lafeng Entertainment (Lạp Phong Truyền Môi Cổ Phần Hữu Hạn Công Ty) từ năm 2011 đến nay và được quản lý bởi Fly Entertainment (Phi Lệ Ngu Lạc Công Ty) từ năm 2017 đến nay nhưng cô vẫn tiếp tục đóng phim trên cơ sở đặc biệt (đóng phim ở cả ba nơi: Trung Quốc, Hồng Kông và Singapore). Cô rời Mediacorp vào năm 2006 để mở rộng sự nghiệp tại Trung Quốc và Châu Á.

## Sự nghiệp[2]
Trần Tú Lệ gia nhập công ty Television Corporation of Singapore (gọi tắt là TCS, tiền thân của Mediacorp) ở Singapore sau khi trở thành nhà vô địch cuộc thi Star Search (Tài hoa hoành dật xuất tân tú), đạt danh hiệu Miss Photogenic (Tối thượng cảnh nữ tân tú) và Female Star Search Champion (Nữ tân tú quán quân), được tổ chức bởi Singapore MediaCorp Studios vào đêm ngày 19 tháng 4 năm 1997.
Cùng năm 1997 cô xuất hiện lần đầu trên truyền hình trong bộ phim Bất Lão Truyền Thuyết, sánh vai với các diễn viên kỳ cựu như Châu Sơ Minh, Hoàng Dịch Lương, Phan Linh Linh và Hướng Vân. Dù là phim đầu tiên nhưng cô đã được vào vai nữ chính và có màn ra mắt công chúng Singapore rất thành công với việc diễn ba tính cách khác nhau theo ba kiếp. Sau đó, cô được chọn tham gia bộ phim truyền hình võ hiệp nổi tiếng Thần Điêu Hiệp Lữ 1998 (phiên bản Singapore) với vai Quách Phù. Năm 2000 Trần Tú Lệ tiếp tục diễn xuất bộ phim truyền hình cổ trang Tiếu ngạo giang hồ 2000 (phiên bản Singapore) với vai Lam Phượng Hoàng.
Giữa năm 2002 Trần Tú Lệ cùng diễn viên đồng nghiệp Quách Phi Lệ đại diện của hãng phim Singapore sang Trung Quốc tham gia bộ phim Ỷ Thiên Đồ Long ký 2003 (phim do ba hãng phim Trung Quốc, Đài Loan, Singapore hợp tác sản xuất) với vai Tiểu Chiêu. Nhờ vai Tiểu Chiêu này, cô nổi tiếng ở Trung Quốc, dân Singapore mới bắt đầu chú ý kỹ hơn đến cô.
Qua nhiều năm, Trần Tú Lệ đã giành được nhiều giải thưởng khác nhau. Trần Tú Lệ được chương trình Mediacorp Studios (Tân Gia Ba Tân Truyền Môi Võng Lạc) của Singapore bình chọn là một trong những Standard lover (Tiêu chuẩn tình nhân) và được bầu chọn là một trong Mediacorp's third sister (Tân Truyền Môi tam thư) năm 2004. Cô còn được Singapore Morning newspaper (Tân Gia Ba Tảo báo) đề cử là Asia Top 50 Most Popular Artiste (Á Châu nhân khí ngẫu tượng 50 cường) trong cuộc bình chọn trực tuyến năm 2004. Năm 2005 cô được chương trình Mediacorp Studios (Tân Gia Ba Tân Truyền Môi Võng Lạc) của Singapore bình chọn là một trong Best lover (Tối giai tình nhân) - hạng mục dành cho phụ nữ. Cô còn được bình chọn bởi các nam nhân Singapore thuộc FHM Singapore magazine (FHM Tân Gia Ba tạp chí) và cô đã đứng đầu bảng xếp hạng Men help FHM's Top 100 Most Sexy Woman list in the World (Nam nhân bang FHM toàn cầu bách đại tính cảm mỹ nữ bảng) năm 2005.
Bộ phim cuối cùng của cô ở Mediacorp là Thiên ngoại phi tiên 2006 (bộ phim cũng được hợp tác sản xuất bởi ba hãng phim thuộc Singapore, Trung Quốc và Đài Loan). Sau khi kết hôn với một doanh nhân ngành giày Đài Loan là Lưu Kiệt Khắc (Jack Liu) vào ngày 18 tháng 6 năm 2006 tại Đài Loan, cô rời khỏi ngành giải trí Singapore bằng việc rời công ty Mediacorp (Tân Truyền Môi Tư Nhân Hữu Hạn Công Ty 新传媒私人有限公司). Vào năm 2007, sau khi quay xong bộ phim Tối hậu đích Cách Cách cô cũng rời khỏi ngành giải trí Trung Quốc. Năm 2008 cô sinh đôi hai con gái cho Lưu Kiệt Khắc (Jack Liu) và tiếp tục ở nhà tận tâm chăm lo cho chồng con.
Cô đã khởi động lại sự nghiệp của mình tại Trung Quốc sau khi ký hợp đồng với Lafeng Entertainment (Lạp Phong Truyền Môi Cổ Phần Hữu Hạn Công Ty 拉風傳媒股份有限公司) ở Trung Quốc vào năm 2011 và nhận được sự đánh giá cao cho vai trò là một phi tần mưu mô trong bộ phim Thâm Cung Điệp Ảnh (深宫諜影)..
Cô trở về Singapore năm 2012 và xuất hiện trong bộ phim truyền hình kỷ niệm 2012 Hoa dạng nhân gian với tư cách là người vợ đã chết của Zhao Dagou, do cựu đồng nghiệp Chew Chor Meng (Châu Sơ Minh) thủ vai trong nhiều đoạn hồi tưởng.. Từ đây, cô tích cực quay phim và phim truyền hình ở Trung Quốc và châu Á.
Năm 2017 Trần Tú Lệ gia nhập cồng ty Fly Entertainment (Phi Lệ Ngu Lạc Công Ty 飞艺娱乐公司) ở Singapore. Từ đây cô trở thành nữ diễn viên của cả hai công ty Lafeng Entertainment ở Trung Quốc và Fly Entertainment ở Singapore. Ngày 13 tháng 10 năm 2019, Trần Tú Lệ tham gia WeMovie với vòng bán kết của Star Search 2019 (Tài hoa hoành dật xuất tân tú 2019). (nơi 12 tân binh đã vượt qua vòng bán kết đầu tiên của Tài hoa hoành dật xuất tân tú 2019 góp mặt cùng vở kịch với Trần Tú Lệ). Cô trở thành một phần của Star Search 2019 cho nhiều người xem trong thời gian dài vui mừng và ngoài sự đa dạng của địa phương Happy Go Lucky - Lobang Segment.

## Đời tư
Trần Tú Lệ có gia đình gốc Hoa ở Trung Quốc (vì cô sinh ra ở Phúc Kiến, Trung Quốc) nhưng lại lớn lên ở Joho Baru (Malaysia) nên cô có quốc tịch Malaysia. Sau đó cô và gia đình dọn đến Singapore sinh sống, và cô bắt đầu sự nghiệp đóng phim tại hãng MediaCorp (Tân Truyền Môi Tư Nhân Hữu Hạn Công Ty) Singapore.
Trần Tú Lệ kết hôn với Lưu Kiệt Khắc vào ngày 18 tháng 6 năm 2006 tại Đài Loan (quê hương của Lưu Kiệt Khắc). Cả hai đã chọn Hồng Kông làm nơi định cư sinh sống. Cô sinh hai cô con gái sinh đôi là Lưu Chính Huyến (Novia Liu, hay còn gọi là LaLa) và Lưu Chính Tình (Viola Liu, hay còn gọi là Vea) (đều sinh ngày 13 tháng 9 năm 2008) bằng phương pháp sinh mổ ở bệnh viện tại Hồng Kông. Họ cho hai người con gái đi học ở Hồng Kông. Tính đến năm 2023, Trần Tú Lệ và gia đình cô sống ở Hồng Kông.

## Hoạt động
Phim truyền hình
| Năm phát sóng        | Tên phim                                                                           | Vai trò                                   | Ghi chú                      |
| -------------------- | ---------------------------------------------------------------------------------- | ----------------------------------------- | ---------------------------- |
| 1997                 | Bất Lão Truyền Thuyết 不老传说 (Singapore sản xuất)                                | Lư Văn Yên Khâu Văn Phượng Phương Gia Văn | - Nữ chính                   |
| 1998                 | Thần Điêu Hiệp Lữ 神鵰俠侶 (Singapore và Đài Loan hợp tác sản xuất)                | Quách Phù                                 | - Vai trò hỗ trợ             |
| 1998                 | Nha Lung, Nha Lung 芽笼, 芽笼 (Singapore sản xuất)                                 | Vương Bích Châu                           | - Nữ chính                   |
| Cuối 1998 - Đầu 1999 | Tài Tinh Cao Chiếu 财星高照 (Singapore sản xuất)                                   | Lợi Thị Tiên Quan                         | - Nữ chính                   |
| 1999                 | Phúc mãn nhân gian 福满人间 (Singapore sản xuất)                                   | Mã Đới Hương/Magaret Ma (thập niên 1960)  | - Vai trò hỗ trợ             |
| 2000                 | Tiếu ngạo giang hồ 笑傲江湖 (Singapore sản xuất)                                   | Lam Phượng Hoàng                          | - Vai trò hỗ trợ             |
| 2000                 | Xuyên toa sinh tử tuyến 穿梭生死线 (Singapore sản xuất)                            | Diệp Tình                                 | - Nữ chính thứ 2             |
| 2000                 | Quỳnh Viên ca phê hương 琼园咖啡香 (Singapore sản xuất)                            | Ngô Lệ Phượng                             | - Nữ chính thứ 2             |
| 2001                 | Ngã ái tinh linh 我爱精灵 (Singapore sản xuất)                                     | Phi Phi                                   | - Vai trò hỗ trợ             |
| 2001                 | Mê huyễn đặc cảnh 迷幻特警 (Singapore sản xuất)                                    | Tôn Gia Văn/Diana                         | - Vai trò hỗ trợ             |
| Cuối 2001 - Đầu 2002 | Đại tửu điếm 大酒店 (Singapore sản xuất)                                           | Trần Vân Lệ                               | - Vai trò hỗ trợ             |
| 2002                 | Hà Thủy Sơn 河水山 (Singapore sản xuất)                                            | Liêu Mỹ Anh                               | - Nữ chính                   |
| 2002                 | Ngã ái tinh linh II 我爱精灵 II (Singapore sản xuất)                               | Trình Phi Phi Phan Kim Liên               | - Vai trò hỗ trợ             |
| Cuối 2002 - Đầu 2003 | Ỷ Thiên Đồ Long ký 倚天屠龍記 (Trung Quốc, Đài Loan và Singapore hợp tác sản xuất) | Tiểu Chiêu                                | - Vai trò hỗ trợ             |
| 2003                 | Hài Hữu Minh Thiên 孩有明天 (Singapore sản xuất)                                   | Phạm Đan Mỹ 范丹美                        | - Nữ chính thứ 3 第三 女主角 |
| 2005                 | Tần Vương Lý Thế Dân 秦王李世民 (Trung Quốc sản xuất)                              | Trưởng Tôn Long Nhi                       | - Nữ chính thứ 2             |
| 2005                 | Thích Tử Thặng Long 赤子乘龙 (Singapore và Trung Quốc hợp tác sản xuất)            | Vương Minh Châu                           | - Vai trò hỗ trợ             |
| 2005                 | Âm Sái Dương Thác 阴差阳错 (Singapore sản xuất)                                    | Dolly Leow                                | - Vai trò hỗ trợ             |
| 2006                 | Thiên ngoại phi tiên 天外飞仙 (Singapore, Trung Quốc và Đài Loan hợp tác sản xuất) | Thuý Nương                                | - Vai trò hỗ trợ             |
| 2006                 | Điêu man công chúa 刁蛮公主 (Trung Quốc sản xuất))                                 | Văn Mị Nhi                                | - Vai trò hỗ trợ             |
| 2006                 | Đại Thanh hậu cung chi hoàn Quân minh châu 大清后宫之还君明珠 (Hồng Kông sản xuất) | Phú Sát Lan Hiên                          | - Vai trò hỗ trợ             |
| 2008                 | Tối hậu đích Cách Cách 最后的格格 (Trung Quốc sản xuất)                            | Hoa Nguyệt Dung                           | - Vai trò hỗ trợ             |
| 2012                 | Thâm Cung Điệp Ảnh 深宫谍影                                                        | Lý Tử Hà (Tuyên phi)                      |                              |
| 2012                 | Hoa dạng nhân gian 花样人间                                                        | Lưu Gia Linh                              | - Xuất hiện cameo            |
| 2013                 | Thiên Thiên Hữu Hỷ 天天有喜                                                        | Bạch Trúc Anh                             |                              |
| 2013                 | Đường Cung Yến 唐宫燕                                                              | Thượng Quan Uyển Nhi                      |                              |
| 2013                 | Thiên long bát bộ 天龙八部                                                         | Cam Bảo Bảo                               | - Vai trò hỗ trợ             |
| 2014                 | Tân Tế Công Hoạt Phật (Tế Công phần 4) 新济公活佛                                  | Thâu Mạn Phong                            |                              |
| 2014                 | Nữ nhân đích nhẫn lệ 女人的眼泪                                                    |                                           |                              |
| 2015                 | Tiên Hiệp Kiếm 仙侠剑                                                              | Trương Kim Phượng                         |                              |
| 2016                 | Lưu Hải đấu Kim Thiềm 刘海戏金蟾                                                   | Nhị Tỷ                                    |                              |
| 2016                 | Thiên Thiên Hữu Hỷ chi nhân gian hữu ái (Thiên Thiên Hữu Hỷ II) 天天有喜 II        | Linh Linh Nhất                            |                              |
| 2018                 | Tầm Tần Ký 寻秦记                                                                  | Triệu Nhã 赵雅                            | Võng lạc kịch - 网络 剧      |
| 2018                 | Tâm, Tình 心。情                                                                   | Châu Nhật Tình 周日 晴                    | - Vai trò hỗ trợ             |
| 2020                 | Triều Ca 朝歌                                                                      | Pian Pian                                 |                              |

Phim điện ảnh
| Năm công chiếu | Tên phim                                                       | Vai trò   | Ghi chú |
| -------------- | -------------------------------------------------------------- | --------- | ------- |
| 2015           | Tế Công chi nhân hoàng đỉnh 济公之人皇鼎 (Trung Quốc sản xuất) | Niu Damei |         |

Cuộc thi đã tham gia ở Singapore
| Năm  | Tên chương trình                                         | Kết quả |
| ---- | -------------------------------------------------------- | --- |
| 1997 | Tài hoa hoành dật xuất tân tú Star Search 才华横溢出新秀 | Thí sinh Trần Tú Lệ vai Gian phi; ghép đôi với Thường Lỗ Phong - vai Gian vương (vòng 1) Trần Tú Lệ vai Hạ Quốc; ghép đôi với Lý Nam Tinh - vai Yên Phi (vòng cuối) Giành giải Tối thượng cảnh nữ tân tú và giải Nữ tân tú quán quân |

Các chương trình truyền hình đã dẫn ở Singapore
| Năm                  | Tên chương trình                                                                   | Vai trò |
| -------------------- | ---------------------------------------------------------------------------------- | --- |
| 2001                 | Kỳ thú sưu sưu sưu Travel Hunt 奇趣搜搜搜                                          | Dẫn chương trình đến Campuchia, Hàn Quốc, Trung Quốc, New Zealand, Úc, Thụy Sĩ, Luân Đôn (Anh), v.v                                                              |
| Cuối 2001 - Đầu 2002 | Kinh Hỷ Nhất Chỉnh Thiên One Fun Day 惊喜一整天                                    | Dẫn chương trình cùng Hứa Chân Vinh, Châu Sùng Khanh, Trịnh Bân Huy đến Hồng Kông, Thượng Hải, Hàng Châu (Trung Quốc), New Zealand, v.v: vai A Hỷ - Divert Queen |
| 2002                 | Tuấn mã bôn đằng nghinh tân xuân Lunar New Year Eve Variety Special 骏马奔腾迎新春 | Dẫn chương trình cùng Âu Tinh Tiên, Trịnh Tú Trân và Lý Minh Thuận                                                                                               |
| 2002                 | Châu mạt đại nhiệt mại Shoppers Guide 周末大热卖                                   | Dẫn chương trình |
| 2002                 | Kinh Hỷ Nhất Chỉnh Thiên II One Fun Day II 惊喜一整天 II                           | Dẫn chương trình cùng Hứa Chân Vinh và Châu Sùng Khanh đến Đài Loan và Hà Nam (Trung Quốc): vai A Hỷ - Divert Queen                                              |
| Cuối 2002 - Đầu 2003 | Tân Gia Ba xuân tiết vãn hội Chinese New Year Celebrations 新加坡春节晚会          | Hộ ngoại chủ trì |
| 2003                 | Tam dương khai thái nghinh phong niên Lunar New Year Eve Special 三羊开泰迎丰年    | Dẫn chương trình |
| 2003                 | Ẩm thực tân thời đại New Era in Food 饮食新时代                                    | Dẫn chương trình |
| 2003                 | Châu mạt đại nhiệt mại II Shoppers Guide II 周末大热卖 II                          | Dẫn chương trình cùng Vương Kiến Phú |
| 2006                 | Động cảm Úc du Insiders' Australia 动感澳游                                        | Dẫn chương trình cùng Tạ Uyển Dụ (Fiona Xie) đến Úc |
| 2007                 | Tài hoa hoành dật xuất tân tú Star Search 才华横溢出新秀                           | Dẫn chương trình cùng Vương Kiến Phú, Trần Lệ Trinh trao giải cho Hứa Nha Huệ, Trần Quýnh Giang, Trần Bang Quân                                                  |

CD âm nhạc và VCD âm nhạc phát hành ở Singapore
| Năm  | Tên album đã phát hành | Loại album  | Nội dung |
| ---- | --- | ----------- | --- |
| 1999 | Phúc mãn nhân gian nguyên thanh điệp Wok Of Life soundtrack CD 福满人间原声碟 | CD âm nhạc  | Trần Tú Lệ hát đơn ca các ca khúc Thuyết bất xuất đích khoái hoạt (说不出的快活) - bài số 1 và bài số 9 trong album, Hoan lạc kim tiêu (欢乐今宵) - bài số 11 trong album Trần Tú Lệ hát song ca cùng Trần Dục Vân các ca khúc Hoan lạc kim tiêu (欢乐今宵) - bài số 4 trong album, Nhĩ đổng bất đổng (你懂不懂) - bài số 6 trong album, Cấp ngã nhất cán vẫn (给我一个吻) - bài số 8 trong album |
| 2001 | Khánh hạ Tân Truyền Môi âm nhạc thành lập Tinh thái MTV Celebrate the establishment of Mediacorp Music Wonderful MTV 庆贺新传媒音乐成立 精彩MTV                                                                   | VCD âm nhạc | Trần Tú Lệ hát tốp ca cùng Thái Y Lâm, Tôn Yên Tư, Lâm Tương Bình, Lý Minh Thuận,... ca khúc Ái vô quốc giới (愛無國界) - bài số 1 trong album |
| 2003 | Tân Truyền Môi quần tinh hạ tuế khánh dương niên Mediacorp Stars Celebrating the Year of the Goat VCD 新传媒群星贺岁庆羊年                                                                                        | VCD âm nhạc | Trần Tú Lệ hát tốp ca cùng Tạ Uyển Dụ, Lâm Tương Bình, Lạc Dao, Hứa Chân Vinh, Vương Kiến Phú ca khúc Tân Tân Thành nhân nghinh tân tuế (新新城人迎新岁) - bài số 2 trong album Trần Tú Lệ cùng Tạ Uyển Dụ, Lâm Tương Bình, Lạc Dao phụ họa cho Hoàng Văn Vĩnh, Trần Thụ Thành, Lưu Khiêm Ích hát ca khúc Tài thần đáo (财神到) - bài số 4 trong album                                            |
| 2003 | Tân Truyền Môi quần tinh hạ tuế khánh phong niên Mediacorp Stars Celebrating New Year's Eve CD 新传媒群星贺岁庆丰年                                                                                               | CD âm nhạc  | Trần Tú Lệ hát tốp ca cùng Tạ Uyển Dụ, Lâm Tương Bình, Lạc Dao, Hứa Chân Vinh, Vương Kiến Phú ca khúc Tân Tân Thành nhân nghinh tân tuế (新新城人迎新岁) - bài số 2 trong album |
| 2004 | Hoa khai phú quý nghinh tân xuân Tuế hạ chuyên tập - Tân Truyền Môi nghệ nhân Flowers blooming and wealth and welcoming the new year New Year's Eve Album - Mediacorp Artist 花开富贵迎新春 岁贺专辑 - 新传媒艺人 | VCD âm nhạc | Trần Tú Lệ hát tốp ca cùng Tạ Uyển Dụ, Lâm Tương Bình, Lạc Dao, Hứa Chân Vinh, Vương Kiến Phú ca khúc Tân Tân Thành nhân nghinh tân tuế (新新城人迎新岁) - bài số 8 trong album Trần Tú Lệ cùng Tạ Uyển Dụ, Lâm Tương Bình, Lạc Dao phụ họa cho Hoàng Văn Vĩnh, Trần Thụ Thành, Lưu Khiêm Ích hát ca khúc Tài thần đáo (财神到) - bài số 9 trong album                                            |
| 2005 | Tân Truyền Môi nghệ nhân - Nghinh xuân tiếp phúc hỷ lâm môn Tuế hạ chuyên tập Mediacorp Artist - ``Happy New Year Greetings New Year's Eve Album 新传媒艺人 - 迎春接福喜临门 岁贺专辑                             | VCD âm nhạc | Trần Tú Lệ cùng Tạ Uyển Dụ, Lâm Tương Bình, Lạc Dao phụ họa cho Hoàng Văn Vĩnh, Trần Thụ Thành, Lưu Khiêm Ích hát ca khúc Tài thần đáo (财神到) - bài số 7 trong album |
| 2005 | Tân Truyền Môi Nghinh xuân tiếp phúc hỷ lâm môn Mediacorp Chinese New Year Album 新传媒迎春接福喜临门 | CD âm nhạc  | Trần Tú Lệ hát tốp ca cùng Tạ Uyển Dụ, Lâm Tương Bình, Lạc Dao, Hứa Chân Vinh, Vương Kiến Phú ca khúc Tân Tân Thành nhân nghinh tân tuế (新新城人迎新岁) - bài số 10 trong album |

CD âm nhạc và VCD âm nhạc phát hành ở Đài Loan
| Năm  | Tên album đã phát hành                                                                                 | Loại album  | Nội dung |
| ---- | --- | ----------- | --- |
| 2006 | Thiên ngoại phi tiên điện thị nguyên thanh đới The Little Fairy Original Soundtrack 天外飛仙電視原聲帶 | VCD âm nhạc | Trần Tú Lệ xuất hiện trong ca khúc Thiên lương dĩ hậu/After Dawn (天亮以後) do Hồ Ca hát - bài số 3 trong album Trần Tú Lệ xuất hiện trong ca khúc Cổ linh tinh quái/Quirky (古靈精怪) do Ngô Ngải Luân và Lâm Tĩnh hát - bài số 5 trong album Trần Tú Lệ xuất hiện ở phần Thiên ngoại phi tiên tinh thái họa diện (天外飛仙精彩畫面) cuối album |
| 2006 | Thiên ngoại phi tiên điện thị nguyên thanh đới The Little Fairy Original Soundtrack 天外飛仙電視原聲帶 | CD âm nhạc  | Trần Tú Lệ xuất hiện trong ca khúc Thiên lương dĩ hậu/After Dawn (天亮以後) do Hồ Ca hát - bài số 3 trong album Trần Tú Lệ xuất hiện trong ca khúc Cổ linh tinh quái/Quirky (古靈精怪) do Ngô Ngải Luân và Lâm Tĩnh hát - bài số 5 trong album                                                                                                   |

Quảng cáo/Thương mại 
| Năm         | Tên hãng/Tên trung tâm                           | Hoạt động      |
| ----------- | ------------------------------------------------ | -------------- |
| 1997 - 1998 | Hãng đồng hồ Swatch Singapore (Singapore)        | Phát ngôn viên |
| 1998        | Hãng mỹ phẩm son môi I Nuovi (Singapore)         | Phát ngôn viên |
| 2003        | Khu vui chơi giải trí Marine Cove (Singapore)    | TV thương mại  |
| 2004 - 2005 | Hãng đồng hồ Longines (Singapore)                | Phát ngôn viên |
| 2005        | Trung tâm làm đẹp Royal Body Perfect (Singapore) | Phát ngôn viên |

## Giải thưởngvàđề cửở Singapore, ở Châu Á và trên Thế giới[31]
| Star Awards - Acting Awards | Star Awards - Acting Awards                                                                           | Star Awards - Acting Awards | Star Awards - Acting Awards                                             | Star Awards - Acting Awards          |
| Năm                         | Lễ | Thể loại | Được đề cử                                                              | Kết quả                              |
| --------------------------- | --- | --- | ----------------------------------------------------------------------- | ------------------------------------ |
| 1997                        | Tài hoa hoành dật xuất tân tú 1997 Star Search 1997 才华横溢出新秀 1997                               | Tối thượng cảnh nữ tân tú Miss Photogenic 最上镜女新秀                                                                                       | —                                                                       | Đoạt giải                            |
| 1997                        | Tài hoa hoành dật xuất tân tú 1997 Star Search 1997 才华横溢出新秀 1997                               | Nữ tân tú quán quân Female Star Search Champion 女新秀冠军                                                                                   | —                                                                       | Đoạt giải                            |
| 1998                        | Hồng Tinh Đại Tường 5th Star Awards Ceremony 红星大奖 1998                                            | Tối giai tân nhân Best Newcomer 最佳新人 | Bất Lão Truyền Thuyết (Vai: Lư Văn Yên/Khâu Văn Phượng/Phương Gia Văn)  | Đề cử                                |
| 1999                        | Hồng Tinh Đại Tường 6th Star Awards Ceremony 红星大奖 1999                                            | Tối giai nữ phối giác Best Supporting Actress 最佳女配角                                                                                     | Phúc mãn nhân gian (Vai: Mã Đới Hương/Magaret Ma - thập niên 1960)      | Đề cử                                |
| 2000                        | Hồng Tinh Đại Tường 7th Star Awards Ceremony 红星大奖 2000                                            | Tối giai nữ phối giác Best Supporting Actress 最佳女配角                                                                                     | Tiếu ngạo giang hồ (Vai: Lam Phượng Hoàng)                              | Đề cử                                |
| 2000                        | Hồng Tinh Đại Tường 7th Star Awards Ceremony 红星大奖 2000                                            | Mã Lai Tây Á tối thọ hoan nghênh nữ nghệ nhân Malaysia's Favourite Female Artiste 马来西亚最受欢迎女艺人                                     | Tiếu ngạo giang hồ (Vai: Lam Phượng Hoàng)                              | Đề cử                                |
| 2000                        | Hồng Tinh Đại Tường 7th Star Awards Ceremony 红星大奖 2000                                            | Thập đại tối thọ hoan nghênh nữ nghệ nhân Top 10 Most Popular Female Artiste 十大最受欢迎女艺人                                              | —                                                                       | Top 15                               |
| 2001                        | Hồng Tinh Đại Tường 8th Star Awards Ceremony 红星大奖 2001 (Trước buổi lễ chính thức)                 | Thập đại tối thọ hoan nghênh nữ nghệ nhân Top 10 Most Popular Female Artiste 十大最受欢迎女艺人                                              | —                                                                       | Top 24                               |
| 2001                        | Hồng Tinh Đại Tường 8th Star Awards Ceremony 红星大奖 2001                                            | Mã Lai Tây Á tối thọ hoan nghênh nữ nghệ nhân Malaysia's Favourite Female Artiste 马来西亚最受欢迎女艺人                                     | Mê huyễn đặc cảnh (Vai: Tôn Gia Văn/Diana)                              | Đề cử                                |
| 2001                        | Hồng Tinh Đại Tường 8th Star Awards Ceremony 红星大奖 2001                                            | Tối giai nữ phối giác Best Supporting Actress 最佳女配角                                                                                     | Mê huyễn đặc cảnh (Vai: Tôn Gia Văn/Diana)                              | Đề cử                                |
| 2002                        | Hồng Tinh Đại Tường 9th Star Awards Ceremony 红星大奖 2002                                            | Mã Lai Tây Á tối thọ hoan nghênh nữ nghệ nhân Malaysia's Favourite Female Artiste 马来西亚最受欢迎女艺人                                     | Hà Thủy Sơn (Vai: Liêu Mỹ Anh)                                          | Đề cử                                |
| 2003                        | Hồng Tinh Đại Tường 10th Star Awards Ceremony 红星大奖 2003                                           | Thập đại tối thọ hoan nghênh nữ nghệ nhân Top 10 Most Popular Female Artiste 十大最受欢迎女艺人                                              | —                                                                       | Top 14                               |
| 2004                        | Tân Gia Ba Tân Truyền Môi Võng Lạc Mediacorp Studios 新加坡新传媒网络                                 | Tiêu chuẩn tình nhân Standard lover 标准情人                                                                                                 | —                                                                       | Đoạt giải                            |
| 2004                        | Tân Gia Ba Tân Truyền Môi Võng Lạc Mediacorp Studios 新加坡新传媒网络                                 | Tân Truyền Môi tam thư Mediacorp's third sister 新传媒三姐                                                                                   | —                                                                       | Đoạt giải                            |
| 2004                        | Tân Gia Ba Tảo báo (Singapore) Singapore Morning newspaper 新加坡早报                                 | Á Châu nhân khí ngẫu tượng 50 cường Asia Top 50 Most Popular Artiste 亚洲人气偶像50强                                                        | —                                                                       | Đề cử                                |
| 2004                        | Hồng Tinh Đại Tường 11st Star Awards Ceremony 红星大奖 2004 (Trước buổi lễ chính thức)                | Thập đại tối thọ hoan nghênh nữ nghệ nhân Top 10 Most Popular Female Artiste 十大最受欢迎女艺人                                              | —                                                                       | Top 24                               |
| 2005                        | FHM Tân Gia Ba tạp chí FHM Singapore magazine FHM 新加坡杂志                                          | Nam nhân bang FHM toàn cầu bách đại tính cảm mỹ nữ bảng Men help FHM's Top 100 Most Sexy Woman list in the World 男人帮FHM全球百大性感美女榜 | —                                                                       | Đoạt giải đứng đầu bảng xếp hạng này |
| 2005                        | Tân Gia Ba Tân Truyền Môi Võng Lạc Mediacorp Studios 新加坡新传媒网络                                 | Tối giai tình nhân Best lover 最佳情人 | —                                                                       | Đoạt giải                            |
| 2007                        | Hồng Tinh Đại Tường chi Hý kịch tình khiên 25 Star Awards 25th Drama Anniversary 红星大奖之戏剧情牵25 | Tối hỷ ái đích ngũ đại liên tục kịch Top Five Favourite Dramas 最喜爱的五大连续剧                                                            | Phúc mãn nhân gian 1999 (Vai: Mã Đới Hương/Magaret Ma - thập niên 1960) | Đoạt giải                            |